# Línea 282 (Interurbanos Madrid)
La línea 282 de la red de autobuses interurbanos de Madrid une la terminal subterránea de autobuses de Avenida de América con Mejorada del Campo.

## Características
Esta línea une Madrid con Mejorada del Campo atravesando San Fernando de Henares en aproximadamente 50 minutos a través de la Autovía del Nordeste. Algunas expediciones amplían su recorrido hasta Velilla de San Antonio, dejando de pasar por San Fernando. También dispone de salidas nocturnas, que salen y llegan a la superficie del intercambiador de Avenida de América.
La línea se ha visto reforzada durante las horas punta en dos ocasiones, en los años 2016 y 2019.
Siguiendo la numeración de líneas del CRTM, las líneas que circulan por el corredor 2 son aquellas que dan servicio a los municipios situados en torno a la A-2 y comienzan con un 2. Aquellas numeradas dentro de la decena 280 corresponden a aquellas que circulan por Coslada.
La línea no mantiene los mismos horarios todo el año, durante el mes de agosto se reducen el número de expediciones, además de los días excepcionales vísperas de festivo y festivos de Navidad en los que los horarios también cambian y se reducen.
Está operada por la empresa Avanza Movilidad Integral mediante la concesión administrativa VCM-201 - Madrid – Loeches – Arganda del Rey (Viajeros Comunidad de Madrid) del Consorcio Regional de Transportes de Madrid.

## Horarios
| Lunes a viernes laborables (Vigente del 1 de septiembre al 31 de julio)                        |                    |
| De 6ː30 a 23:30                                                                                | cada 10-20 minutos |
| A 0:00                                                                                         |                    |
| Continúan a Velilla, sin paso por centro de San Fernando:                                      |                    |
| A 6:40 - 14:10 - 16:33 - 18:57 - 21:10                                                         |                    |
| Lunes a viernes laborables (Vigente agosto)                                                    |                    |
| A 6:30                                                                                         |                    |
| De 6:59 a 21:25                                                                                | cada 24 minutos    |
| A 23:56                                                                                        |                    |
| Sábados laborables, domingos y festivos (Vigente del 1 de septiembre al 31 de julio)           |                    |
| De 6:55 a 0:00                                                                                 | cada 24-30 minutos |
| Sábados laborables, domingos y festivos (Vigente agosto)                                       |                    |
| De 6ː50 a 10:15                                                                                | cada 20-30 minutos |
| De 10:45 a 23:35                                                                               | cada 30-40 minutos |
| A 0:00                                                                                         |                    |
| Noches de viernes, sábados y vísperas de festivos (Vigente del 1 de septiembre al 31 de julio) |                    |
| A 1:55 - 3:35 - 5:15                                                                           |                    |

| Lunes a viernes laborables (Vigente del 1 de septiembre al 31 de julio)                                                           |                    |
| De 5:35 a 23:00 | cada 10-20 minutos |
| Los servicios de las 5:35, 6:00, 13:25, 14:03, 21:40 y 22:10 pasan por la parada 20936 Ctra. Cristo de Rivas - Cruce Ctra. M-203. |                    |
| Salen desde Velilla, sin paso por centro de San Fernando:                                                                         |                    |
| A 5:40 - 7:45 - 15:35 - 18:05 - 20:25                                                                                             |                    |
| Lunes a viernes laborables (Vigente agosto)                                                                                       |                    |
| De 5:35 a 22:27 | cada 24 minutos    |
| A 23:00 |                    |
| Sábados laborables, domingos y festivos (Vigente del 1 de septiembre al 31 de julio)                                              |                    |
| De 6:00 a 23:10 | cada 25-30 minutos |
| Sábados laborables, domingos y festivos (Vigente agosto)                                                                          |                    |
| De 5:35 a 21:35 | cada 10-20 minutos |
| A 21:58 - 22:24 - 23:00 |                    |
| Noches de viernes, sábados y vísperas de festivos (Vigente del 1 de septiembre al 31 de julio)                                    |                    |
| A 1:05 - 2:45 - 4:25 |                    |

## Recorrido y paradas

### Sentido Mejorada
| Código                                                      | Parada                                            | Común con                                                    | Conexiones con Metro y Cercanías | Municipio               | Zona |
| ----------------------------------------------------------- | ------------------------------------------------- | ------------------------------------------------------------ | -------------------------------- | ----------------------- | ---- |
| 12477                                                       | Intercambiador de Avenida de América (Dársena 18) |                                                              | Avenida de América               | Madrid                  |      |
| Cabecera de las expediciones que salen desde la superficie  |                                                   |                                                              |                                  |                         |      |
| 5788                                                        | Intercambiador de Avenida de América              | N4 261 N202                                                  | Avenida de América               | Madrid                  |      |
| Paradas del itinerario común                                |                                                   |                                                              |                                  |                         |      |
| 1284                                                        | Avenida de América - Arturo Soria                 | 115 200 222 223 224 224A 226 227 229 281 283 284 VAC-243     |                                  | Madrid                  |      |
| 5617                                                        | Canillejas                                        | 165 200 222 223 224 224A 226 227 229 261 281 283 284 VAC-243 | Canillejas                       | Madrid                  |      |
| 7205                                                        | Ctra. A-2 - Pol. Ind. Las Mercedes                | 88 222 223 224 224A 226 227 229 281 283 284 VAC-243          |                                  | Madrid                  |      |
| 7207                                                        | Ctra. A-2 - Col. Fin de Semana                    | 222 223 224 224A 226 227 229 281 283 284 VAC-243             |                                  | Madrid                  |      |
| 7208                                                        | Ctra. A-2 - Hotel                                 | 88 222 223 224 224A 226 227 229 281 283 284 VAC-243          |                                  | Madrid                  |      |
| 7209                                                        | Ctra. A-2 - Pegaso City                           | 88 222 223 224 224A 226 227 229 281 283 284 VAC-243          |                                  | Madrid                  |      |
| 7210                                                        | Ctra. A-2 - Rejas                                 | 281 284                                                      |                                  | Madrid                  |      |
| 07241                                                       | Miguel Peña - Senda Galiana                       | 281 284 1 2                                                  |                                  | Coslada                 |      |
| 07136                                                       | Av. San Pablo - Bº Estación                       | 281 284 285 287 1 2                                          | San Fernando                     | Coslada                 |      |
| 07137                                                       | Av. San Pablo - Pza. Ntra. Sra. Los Ángeles       | 281 284 285 287 1 2                                          |                                  | Coslada                 |      |
| 07139                                                       | Av. San Pablo - Clínica                           | 281 284 285 287 1                                            |                                  | Coslada                 |      |
| Paradas de los servicios con destino Mejorada del Campo     |                                                   |                                                              |                                  |                         |      |
| 07242                                                       | José Alix Alix - Av. Montserrat                   | 284 285                                                      |                                  | San Fernando de Henares |      |
| 12521                                                       | Ventura de Argumosa - Residencia                  | 284 285 288 822 SE7                                          |                                  | San Fernando de Henares |      |
| 12522                                                       | Ventura de Argumosa - Nazario Calonge             | 284 285 288 822 1                                            |                                  | San Fernando de Henares |      |
| 12523                                                       | Ctra. Mejorada - Enrique Tierno Galván            | 280 284 285                                                  |                                  | San Fernando de Henares |      |
| 07243                                                       | Ctra. Mejorada - Av. San Sebastián                | 280 284 285                                                  |                                  | San Fernando de Henares |      |
| 07244                                                       | Ctra. Mejorada - Est. Henares                     | 280 284 285                                                  | Henares                          | San Fernando de Henares |      |
| 20794                                                       | Av. Martin Luther King - Igualdad                 | 280 281 284 285 288                                          |                                  | San Fernando de Henares |      |
| Paradas del itinerario común                                |                                                   |                                                              |                                  |                         |      |
| 07243                                                       | Ctra. M-206 - Palacio El Negralejo                | 280 284 285                                                  |                                  | Rivas-Vaciamadrid       |      |
| 07255                                                       | Ctra. M-203 - Cruce Ctra. Cristo de Rivas         | 280 284 285 341                                              |                                  | Rivas-Vaciamadrid       |      |
| 07256                                                       | Ctra. M-203 - Viveros                             | 280 284 285 341                                              |                                  | Mejorada del Campo      |      |
| 18080                                                       | Ctra. M-203 - Lavandería                          | 280 285 341                                                  |                                  | Mejorada del Campo      |      |
| 10014                                                       | Av. Concordia - Marqués de Hinojosa               | 280 340 341                                                  |                                  | Mejorada del Campo      |      |
| 10013                                                       | Av. Concordia - Mayor                             | 280 340 341                                                  |                                  | Mejorada del Campo      |      |
| 07260                                                       | Av. Juan Gris - Miguel Hernández                  | 280 285 340 341                                              |                                  | Mejorada del Campo      |      |
| 07261                                                       | Av. Juan Gris - Francisco de Goya                 | 280 285 340 341                                              |                                  | Mejorada del Campo      |      |
| 07262                                                       | Castilla - Polígono Industrial                    | 280 285 340 341                                              |                                  | Mejorada del Campo      |      |
| 11440                                                       | Duero - Castilla                                  | 280 285 340 341                                              |                                  | Mejorada del Campo      |      |
| 10461                                                       | Portugal - Av. Reja Grande                        | 280 285 340 341                                              |                                  | Mejorada del Campo      |      |
| Paradas de los servicios con destino Mejorada del Campo     |                                                   |                                                              |                                  |                         |      |
| 16115                                                       | P.º Arenero - Adolfo Marsillach                   |                                                              |                                  | Mejorada del Campo      |      |
| 15498                                                       | P.º Arenero - Abogados Laboralistas               |                                                              |                                  | Mejorada del Campo      |      |
| Paradas de los servicios con destino Velilla de San Antonio |                                                   |                                                              |                                  |                         |      |
| 10453                                                       | Ctra. M-208 - La Raya                             | 280 284 285 341                                              |                                  | Mejorada del Campo      |      |
| 07265                                                       | Federico García Lorca - Mirlos                    | 280 284 285 341                                              |                                  | Velilla de San Antonio  |      |
| 15783                                                       | Olivar - Federico García Lorca                    | 280 284 285 341                                              |                                  | Velilla de San Antonio  |      |
| 15784                                                       | Olivar - Paz Camacho                              | 280 284 285 341                                              |                                  | Velilla de San Antonio  |      |
| 12262                                                       | Olivar - Instituto                                | 280 284 285 341                                              |                                  | Velilla de San Antonio  |      |
| 12263                                                       | Antonio Palacios - Mayor                          | 280 284 285 341                                              |                                  | Velilla de San Antonio  |      |
| 12264                                                       | Joselito - Saiz de Rueda                          | 280 285 341                                                  |                                  | Velilla de San Antonio  |      |
| 17461                                                       | Dr. Enrique Alcorta - Venezuela                   | 280 285 341                                                  |                                  | Velilla de San Antonio  |      |

### Sentido Madrid
| Código                                                         | Parada                                            | Común con                                                    | Conexiones con Metro y Cercanías | Municipio               | Zona |
| -------------------------------------------------------------- | ------------------------------------------------- | ------------------------------------------------------------ | -------------------------------- | ----------------------- | ---- |
| Paradas de los servicios procedentes de Mejorada del Campo     |                                                   |                                                              |                                  |                         |      |
| 15498                                                          | P.º Arenero - Abogados Laboralistas               |                                                              |                                  | Mejorada del Campo      |      |
| 15499                                                          | Antonio Gaudí - Antonio Machado                   | 340                                                          |                                  | Mejorada del Campo      |      |
| Paradas de los servicios procedentes de Velilla de San Antonio |                                                   |                                                              |                                  |                         |      |
| 21193                                                          | Dr. Enrique Alcorta - Belmonte                    | 280 285 341                                                  |                                  | Velilla de San Antonio  |      |
| 11437                                                          | Antonio Palacios - Mayor                          | 280 284 285 341                                              |                                  | Velilla de San Antonio  |      |
| 11441                                                          | Olivar - Instituto                                | 280 284 285 341                                              |                                  | Velilla de San Antonio  |      |
| 07279                                                          | Av. Ilustración - Paz Camacho                     | 280 284 285 341                                              |                                  | Velilla de San Antonio  |      |
| 07280                                                          | Av. Ilustración - Parque Doña Catalina            | 280 284 285 341                                              |                                  | Velilla de San Antonio  |      |
| 07281                                                          | Federico García Lorca - Olivar                    | 280 284 285 341                                              |                                  | Velilla de San Antonio  |      |
| 07282                                                          | Federico García Lorca - Mirlos                    | 280 284 285 341                                              |                                  | Velilla de San Antonio  |      |
| 11015                                                          | Ctra. M-208 - La Raya                             | 280 284 285 341                                              |                                  | Velilla de San Antonio  |      |
| 10463                                                          | Duero - Portugal                                  | 280 285 341                                                  |                                  | Mejorada del Campo      |      |
| 11439                                                          | Duero - Castilla                                  | 280 285 341                                                  |                                  | Mejorada del Campo      |      |
| 10012                                                          | Castilla - Polígono industrial                    | 280 285 341                                                  |                                  | Mejorada del Campo      |      |
| Paradas del itinerario común                                   |                                                   |                                                              |                                  |                         |      |
| 15571                                                          | Av. Juan Gris - Pirineos                          | 280 285 340 341                                              |                                  | Mejorada del Campo      |      |
| 07287                                                          | Av. Juan Gris - Francisco de Goya                 | 280 285 340 341                                              |                                  | Mejorada del Campo      |      |
| 07288                                                          | Av. Juan Gris - Miguel Hernández                  | 280 340 341                                                  |                                  | Mejorada del Campo      |      |
| 07289                                                          | Av. Concordia - Ciudad de Atenas                  | 280 340 341                                                  |                                  | Mejorada del Campo      |      |
| 07290                                                          | Av. Concordia - Trébol                            | 280 340 341                                                  |                                  | Mejorada del Campo      |      |
| 10460                                                          | Ctra. M-203 - Lavandería                          | 280 284 285 341                                              |                                  | San Fernando de Henares |      |
| 07291                                                          | Ctra. M-203 - Viveros                             | 280 284 285 341                                              |                                  | San Fernando de Henares |      |
| 20936                                                          | Ctra. Cristo de Rivas - Cruce Ctra. M-203         | 341                                                          |                                  | Rivas-Vaciamadrid       |      |
| 07293                                                          | Ctra. M-206 - Palacio El Negralejo                | 280 284 285                                                  |                                  | San Fernando de Henares |      |
| Paradas de los servicios procedentes de Mejorada del Campo     |                                                   |                                                              |                                  |                         |      |
| 20793                                                          | Av. Martin Luther King - Igualdad                 | 280 281 284 285 288                                          |                                  | San Fernando de Henares |      |
| 07295                                                          | Ctra. Mejorada - Est. Henares                     | 280 284 285                                                  | Henares                          | San Fernando de Henares |      |
| 07296                                                          | Ctra. Mejorada - Av. San Sebastián                | 280 284 285                                                  |                                  | San Fernando de Henares |      |
| 12518                                                          | Av. Irún - Centro de día                          | 284 285 288 822 SE7 1                                        |                                  | San Fernando de Henares |      |
| 12519                                                          | Ventura de Argumosa - Nazario Calonge             | 281 284 285 288 822 1                                        |                                  | San Fernando de Henares |      |
| 07252                                                          | Presa - Rafael Sánchez Farlosio                   | 281 284 285 1                                                |                                  | San Fernando de Henares |      |
| 12593                                                          | Av. Montserrat - Huesca                           | 281 283 284 285 1 SE71                                       |                                  | San Fernando de Henares |      |
| 07297                                                          | José Alix Alix - Av. Montserrat                   | 281 284 285 1 SE71                                           |                                  | San Fernando de Henares |      |
| Paradas del itinerario común                                   |                                                   |                                                              |                                  |                         |      |
| 07132                                                          | Av. San Pablo - Clínica                           | 281 284 285 287 1                                            |                                  | Coslada                 |      |
| 07133                                                          | Av. San Pablo - ITV                               | 281 284 285 287 1                                            |                                  | Coslada                 |      |
| 07134                                                          | Av. San Pablo - Bº Estación                       | 281 284 1                                                    | San Fernando                     | Coslada                 |      |
| 07407                                                          | Miguel Peña - Senda Galiana                       | 281 284 1                                                    |                                  | Coslada                 |      |
| 7299                                                           | Ctra. A-2 - Pegaso City                           | 222 223 224 224A 226 227 229 281 283 284 VAC-243             |                                  | Madrid                  |      |
| 7300                                                           | Ctra. A-2 - Hotel                                 | 222 223 224 224A 226 227 229 281 283 284 VAC-243             |                                  | Madrid                  |      |
| 7301                                                           | Ctra. A-2 - Col. Fin de Semana                    | 222 223 224 224A 226 227 229 281 283 284 VAC-243             |                                  | Madrid                  |      |
| 7302                                                           | Ctra. A-2 - Barrio del Aeropuerto                 | 222 223 224 224A 226 227 229 281 283 284 VAC-243             |                                  | Madrid                  |      |
| 7312                                                           | Ctra. A-2 - Instituto                             | 222 223 224 224A 226 227 229 281 283 284 VAC-243             |                                  | Madrid                  |      |
| 7313                                                           | Av. América - Canillejas                          | 222 223 224 224A 226 227 229 261 281 283 284 VAC-243         | Canillejas                       | Madrid                  |      |
| 1287                                                           | Av. América - Conde de Orgaz                      | 115 222 223 224 224A 226 227 229 283 VAC-243                 |                                  | Madrid                  |      |
| 1285                                                           | Puente de CEA                                     | 115 200 222 223 224 224A 226 227 229 261 281 283 284 VAC-243 |                                  | Madrid                  |      |
| 1283                                                           | Av. América - Parque de las Avenidas              | 114 115 222 223 224 224A 226 227 229 281 283 284 VAC-243     |                                  | Madrid                  |      |
| 4770                                                           | Av. América - Corazón de María                    | 114 115 122 222 223 224 224A 226 227 229 281 283 284 VAC-243 |                                  | Madrid                  |      |
| Terminal de las expediciones que terminan en la superficie     |                                                   |                                                              |                                  |                         |      |
| 5788                                                           | Intercambiador de Avenida de América              | N4 261 N202                                                  | Avenida de América               | Madrid                  |      |
| Terminal del itinerario normal                                 |                                                   |                                                              |                                  |                         |      |
| 12477                                                          | Intercambiador de Avenida de América (Dársena 18) |                                                              | Avenida de América               | Madrid                  |      |

## Galería de imágenes

Mapa de la distribución de dársenas del intercambiador de Avenida de América con la distribución de cabeceras de las líneas de autobuses, entre las que aparece la línea 282.